# Araklı (district)
Araklı is een Turks district in de provincie Trabzon en telt 50.285 inwoners (2007). Het district heeft een oppervlakte van 372,0 km². Hoofdplaats is Araklı.
De bevolkingsontwikkeling van het district is weergegeven in onderstaande tabel.
| 1997   | 2000   | 2007   |
| ------ | ------ | ------ |
| 56.448 | 62.139 | 50.285 |

## Geboren
- Muhammet Demir (10 januari 1992), voetballer
- Abdulaziz Solmaz (7 augustus 1988), voetballer